# FC Cincinnati
El FC Cincinnati és un club de futbol de Cincinnati, Ohio, que juga a la Major League Soccer, la primera divisió de futbol dels Estats Units. El seu estadi és el TQL Stadium de 26.000 espectadors a Cincinnati.

## Història

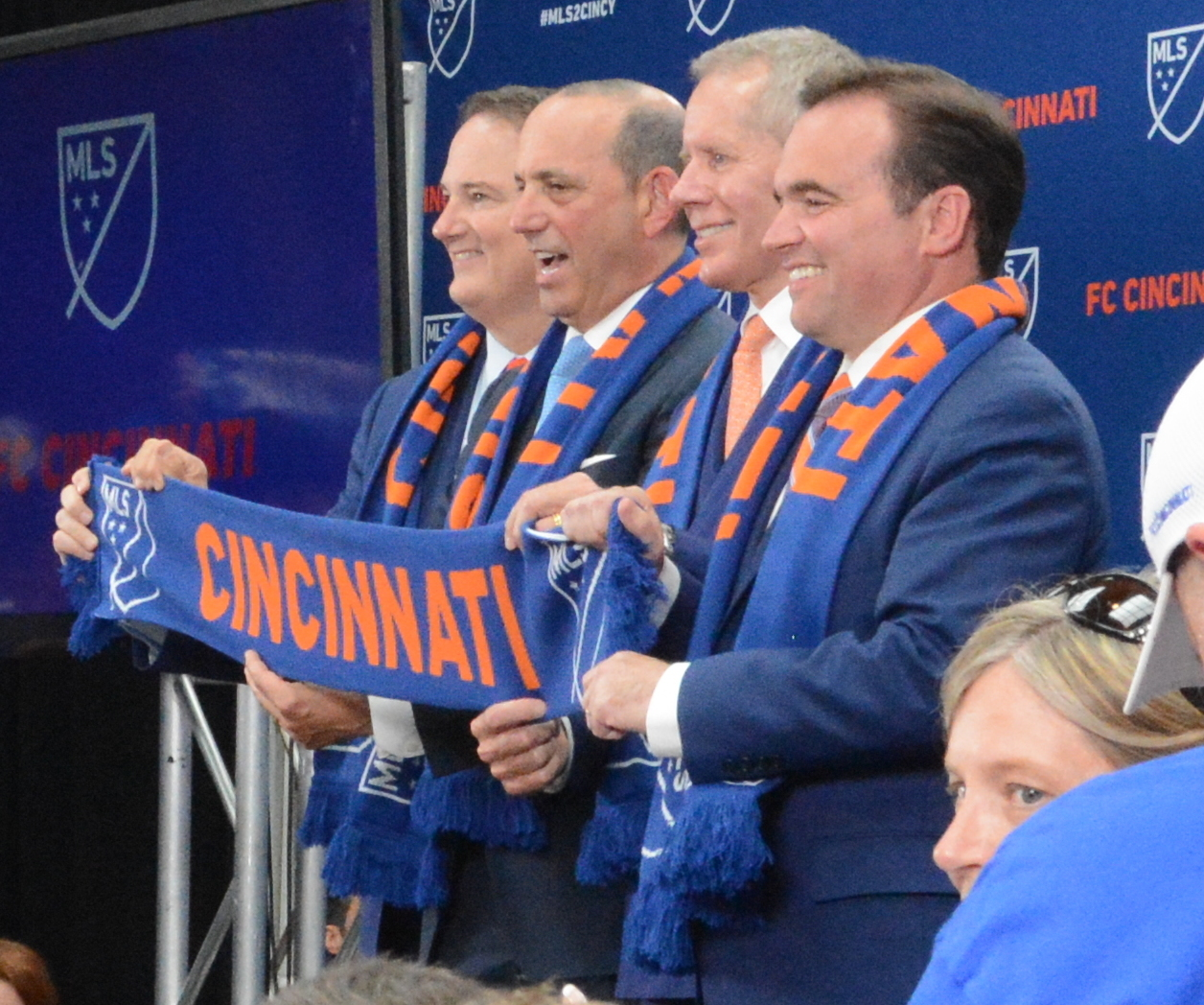
El gerent General del club Jeff Berding, el comissari de l'MLS Don Garber, el propietari del club Carl Lindner III, i l'alcalde de Cincinnati John Cranley, a l'anunci oficial de la nova franquícia de l'MLS el 2018.

Els propietaris del club de la USL (segona divisió dels Estats Units) van iniciar negociacions amb la Major League Soccer sobre una possible franquícia d'expansió a principis de 2016, i Cincinnati es va anunciar com una de les deu ciutats que havien expressat interès en els espais per a equips 25 a 28. El comissionat de l'MLS Don Garber va visitar Cincinnati al desembre de 2016 per a recórrer l'estadi Nippert i reunir-se amb els funcionaris de la ciutat i els clubs, felicitant la ciutat i els fans. FC Cincinnati formalment va presentar la seva oferta d'expansió el gener de 2017, inclosa una llista de possibles ubicacions d'estadis.
El 29 de maig de 2018, la Major League Soccer va anunciar que Cincinnati s'uniria a la lliga el 2019 com un equip d'expansió sota la marca FC Cincinnati. El West End Stadium, un estadi específic de futbol per a 26.000 persones, la seu del West End està programada per a obrir el 2021.
FC Cincinnati va signar als seus primers dos jugadors de l'MLS, Fanendo Adi i Fatai Alashe, al juliol de 2018. Adi va ser el primer jugador designat de l'equip. Tots dos jugadors van ser prestats al FC Cincinnati per la resta de la temporada 2018.
FC Cincinnati va seleccionar a cinc jugadors de certs equips de l'MLS en el projecte d'expansió, que va tenir lloc l'11 de desembre de 2018.

### Primera temporada (2019)
El 2 de març de 2019 l'equip va debutar a l'MLS enfront del Seattle Sounders perdent per 4-1 fent de visitant a l'estadi de CenturyLink Field, Leonardo Bertone va marcar el primer gol oficial del club a la competició MLS.

## Estadi
Juga els seus partits com a local a l'estadi TQL Stadium de 26.000 espectadors, a Cincinnati. L'estadi de les seves primeres dues temporades va ser l'Estadi Nippert a Cincinnati, també la seu de l'equip de futbol americà Cincinnati Bearcats. El Nippert Stadium és un estadi de 33.800 seients, dissenyat tant per al futbol americà i el futbol. El TQL Stadium, dissenyat per al futbol, té una capacitat de 26.000 espectadors i la seva inauguració va ser el 2021.

## Palmarès
- Copa MLS (0):
- US Open Cup (0):
- MLS Supporters' Shield (1): 2023